# Птащенко Анатолій Володимирович
Анато́лій Володи́мирович Птащенко (нар. 2 серпня 1975, Уманський район, Черкаська область — пом. 27 лютого 2022) — солдат Збройних сил України, учасник російсько-української війни, відзначився у ході російського вторгнення в Україну.

## Життєпис
Анатолій Птащенко народився 1975 року на Уманщині. Служив стрільцем мотопіхотного батальйону 72-ї окремої механізованої бригади імені Чорних Запорожців. Загинув 27 лютого 2022 року — у перші дні російського вторгнення в Україну внаслідок нападу противника, виявивши стійкість і мужність у бою за Батьківщину.

## Нагороди
- орден «За мужність» III ступеня (2022, посмертно) — за особисту мужність під час виконання бойових завдань, самовіддані дії, виявлені у захисті державного суверенітету та територіальної цілісності України, вірність військовій присязі.